# (8230) Perona
(8230) Perona (1997 TW16) – planetoida z pasa głównego asteroid okrążająca Słońce w ciągu 3,35 lat w średniej odległości 2,24 au. Odkryta 8 października 1997 roku.